# رودلف بيزييه
رودلف بيزييه (بالإنجليزية: Rudolf Besier)‏ (2 يوليو 1878 - 16 مايو 1942) كاتب مسرحي ومترجم بريطاني.
ولد رودلف بيزييه في جزيرة جاوة من أم هولندية وأب انجليزى وبعد أن تعلم في كلية اليزابيث بجزيرة جيرنسى وتخرج في جامعة هيدلبرج بألمانيا عمل مدة في الصحافة ثم تفرغ للكتابة للمسرح وفي بداية مشواره صادف نجاح محدود بإنجلترا بدأه بمسرحية الآلهة العذراء عام 1906م ثم اتبعه بعدد من المسرحيات أغلبها دراما ومنها النقدى والكوميدى.
في العام 1912م تعاون مع الكاتب هربرت جورج ويلز في تحويل روايته Kipps: The Story of a Simple Soul إلى مسرحية، وأيضا قام بتحويل عدد من الروايات إلى مسرحيات بالاشتراك مع عدد من الكتاب.
النجاح الكبير والشهرة جاءت لبيزييه من خلال مسرحيته آل باريت من شارع ومبول التي كتبها عام 1930م والمعتمدة على قصة حياة الأديبة والشاعرة الإنجليزية المشهورة إليزابيث باريت براونينغ والشاعر الإنجليزى روبرت براونينغ، لم يستطع بيزييه في البداية في جذب انتباه المنتجين الأمريكيين لإنتاج مسرحيته ورفضت من قبل 27 منتج، ولكن المسرحية أثارت اهتمام الممثلة كاثرين كورنيل وقامت بعرضها في كليفلاند عام 1931م، ثم في نيويورك لتعرض بعدها في العديد من الدول.
توفى رودلف في سري بإنجلترا عام 1942م عن عمر يناهز 63 عاما.

## أعماله
- الآلهة العذراء - 1906
- دون - 1908
- زوج أوليف ليتمر - 1909
- العذراء الحمقاء - 1910
- السيدة باتريشيا - 1911
- كيبز - 1912
- مدينتها - 1918
- والد روبن - 1918
- أسرار - 1921
- درس في الحب - 1922
- آل باريت من شارع ومبول - 1930

## روابط خارجية
- رودلف بيزييه على موقع IMDb (الإنجليزية)
- رودلف بيزييه على موقع قاعدة بيانات برودواي على الإنترنت (الإنجليزية)
- رودلف بيزييه على موقع قاعدة بيانات برودواي على الإنترنت (الإنجليزية)
- رودلف بيزييه على موقع ديسكوغز (الإنجليزية)
- رودلف بيزييه على موقع قاعدة بيانات الفيلم (الإنجليزية)